# Дубровицкая волость
Дубровицкая волость — административно-территориальная единица в составе Подольского уезда Московской губернии Российской империи и РСФСР. Центром волости было село Ерино, затем — деревня Акишёво (ныне деревня Акишово в городском округе Подольск Московской области). После упразднения волости в 1929 году её территории отошли к Подольскому и Красно-Пахорскому району Московского округа Московской области.

## Население
По данным на 1890 год в волости проживало 6401 человек, а к 1926 году — 8265 человек.